# Plagiotremus iosodon
Plagiotremus iosodon là một loài cá biển thuộc chi Plagiotremus trong họ Cá mào gà. Loài này được mô tả lần đầu tiên vào năm 1976.

## Từ nguyên
Từ định danh iosodon được ghép bởi hai âm tiết trong tiếng Hy Lạp cổ đại: īós (ἰός; "mũi tên") và odṓn (ὀδών; "răng"), hàm ý đề cập đến răng cửa hàm dưới của loài cá này có chóp nhọn như mũi tên.

## Phân bố
P. iosodon ban đầu chỉ được biết đến ở phía nam quần đảo Sulu (ngoài khơi đảo Jolo). Chúng được tìm thấy ở độ sâu khoảng 3–9 m. Gần đây, loài này còn được tìm thấy ở đảo New Guinea.

## Mô tả
Chiều dài lớn nhất được ghi nhận ở P. iosodon là 4,5 cm. Không rõ màu sắc khi còn sống.
Số gai vây lưng: 10; Số tia vây lưng: 43–44; Số gai vây hậu môn: 2; Số tia vây hậu môn: 40; Số tia vây ngực: 12.

## Sinh thái
P. iosodon là loài chuyên ăn chất nhầy và vảy cá khác.
Trứng của P. iosodon có chất kết dính, được gắn vào chất nền thông qua một tấm đế dính dạng sợi. Cá bột là dạng phiêu sinh vật, thường được tìm thấy ở vùng nước nông gần bờ.